# Раздорское II
Раздорское II — археологический памятник, стоянка древних людей на территории современной станицы Раздорской в Усть-Донецком районе Ростовской области.

## Описание
Эта археологическая стоянка была открыта в 1984 году В. Я. Кияшко и изучалась Раздорской археологической экспедицией РГУ лишь два года (1989—1990). В 2002 году после значительной паузы работы возобновились, продолжились в 2003 году и планируются в будущем.
Поселение древнего человека находится у подножья большой донской террасы, напротив северной части острова Гостевой. Культурный слой стоянки, мощностью до 1 м, представляет собой переходящие наложения раковин, супеси, гари и песчаных прослоек. Отличительной характеристикой данной археологической стоянки является то, что в последующее время окрестная территория перенесла масштабную тектоническую катастрофу, в итоге большая территория береговой террасы после сброса или оползня, опустился, создав наклон изначальных своих слоёв, в том числе и культурный, под углом 40° к горизонту, с обратным относительно реки скатом. Таким образом культурный слой так резко скрывается под надвинувший многометровый слой суглинков, что изучить можно только возвышенную прибрежную часть стоянки шириной 3—4 м. Тем не менее, этого хватает для описания памятника.
В слою обнаружено много изделий из кремня, камня, кости. Особенность этой стоянки древних людей в большом количестве шлифованных инструментов из сланца и песчаника. Обнаружено несколько десятков клинообразных топоров и тёсел различных размеров, найдены сверлёные подвески и грузила, абразивы и изделия для обрядов. Кремнёвые изделия созданы совмещением техники отщепов и пластин с преимуществом последней. На отщепах сделаны лишь скребки и скрёбла различных типов, а на пластинах и их сечениях — микролиты (трапеции), тесаки, косые острия, резцы, свёрла. Обнаружены нуклеусы, отбойники, отжимники-ретушёры.
Часто использовали для производства и кость. Обнаружены проколки, веретеноподобные наконечники стрел, иглы, острия с нишами для вкладышей. Ряд костяных изделий содержит врезной узор. Большое количество изделий даёт возможность отследить весь процесс производства инструментов от подготовки сырья и полуфабрикатов до готовых предметов.
На территории этой археологической стоянки обнаружены животные останки: кости рыб, диких птиц и зверей — подтверждение значительной роли в хозяйстве охоты и рыболовства.
История этой стоянки насчитывает до десяти тысяч лет. В. Я. Кияшко высказал мнение о возможной преемственности между стоянкой Раздорская II и Ракушечным Яром.
В коллекциях РЭМЗ представлен раскопанный археологический материал, найденный на данной стоянке. Предметы, найденные в процессе изучения стоянки древних людей Раздорское II, сдаются в ТМЗ.